# Queen I Tour
Queen I Tour foi a primeira série de shows realizado pela banda britânica de rock Queen .A turnê não corresponde realmente a uma turnê promocional do disco, mas também foram apresentadas algumas canções que seriam lançadas no álbum posterior, Queen II, além de alguns covers. Os shows desta turnês foram basicamente como grupo de apoio da banda Mott the Hoople.
Antes desta turnê, o Queen realizou várias apresentações antes do lançamento de seu primeiro disco, entre 1970 e 1973.

## Repertório
1. Procession
2. Father To Son
3. Son and Daughter
4. Ogre Battle
5. Keep Yourself Alive
6. Liar
7. Jailhouse Rock
8. Shake Rattle And Roll
9. Stupid Cupid
10. Be Bop a Lula
11. Jailhouse Rock
12. Big Spender
13. Bama Lama Bama Loo

### Canções ocasionalmente apresentadas
- Hangman
- Stone Cold Crazy (versão lenta)
- Great King Rat
- Modern Times Rock 'n' Roll
- See What A Fool I've Been

## Datas
| 12 de novembro de 1973                          | Leeds         | Reino Unido | Town Hall         |
| 13 de novembro de 1973                          | Blackburn     | Reino Unido | St. George        |
| 15 de novembro de 1973                          | Worcester     | Reino Unido | Gaumont           |
| 16 de novembro de 1973                          | Lancaster     | Reino Unido | University        |
| 17 de novembro de 1973                          | Liverpool     | Reino Unido | Stadium           |
| 18 de novembro de 1973                          | Hanley        | Reino Unido | Victoria Hall     |
| 19 de novembro de 1973                          | Wolverhampton | Reino Unido | Centro Cívico     |
| 20 de novembro de 1973                          | Oxford        | Reino Unido | New Theatre       |
| 21 de novembro de 1973                          | Preston       | Reino Unido | Guidhal           |
| 22 de novembro de 1973                          | Newcastle     | Reino Unido | City Hall         |
| 23 de novembro de 1973                          | Glasgow       | Reino Unido | Apollo            |
| 25 de novembro de 1973                          | Edimburgo     | Reino Unido | Caley Cinema      |
| 26 de novembro de 1973                          | Mánchester    | Reino Unido | Opera House       |
| 27 de novembro de 1973                          | Birmingham    | Reino Unido | Town Hall         |
| 28 de novembro de 1973                          | Swansea       | Reino Unido | Brangwyn Hall     |
| 29 de novembro de 1973                          | Bristol       | Reino Unido | Colston Hall      |
| 30 de novembro de 1973                          | Bournemouth   | Reino Unido | Winter Gardens    |
| 1 de dezembro de 1973                           | Southend      | Reino Unido | Kursaal           |
| 2 de dezembro de 1973                           | Chathman      | Reino Unido | Central           |
| 6 de dezembro de 1973                           | Cheltenham    | Reino Unido | College           |
| 7 de dezembro de 1973                           | Londres       | Reino Unido | Shaftesbury Hall  |
| 8 de dezembro de 1973                           | Liverpool     | Reino Unido | University        |
| 14 e 14 de dezembro de 1973 (duas datas no dia) | Londres       | Reino Unido | Hammersmith Odeon |
| 15 de dezembro de 1973                          | Leichester    | Reino Unido | University        |
| 21 de dezembro de 1973                          | Taunton       | Reino Unido | County Hall       |
| 22 de dezembro de 1973                          | Peterbrough   | Reino Unido | Town Hall         |
| 28 de dezembro de 1973                          | Liverpool     | Reino Unido | Top Rank Clube    |
| Segunda parte - Austrália                       |               |             |                   |
| 2 de fevereiro de 1974                          | Sunbury       | Austrália   | Private Farm      |